# Legnano Basket Knights 2016-2017
Questa voce raccoglie le informazioni riguardanti il Legnano Basket Knights nelle competizioni ufficiali della stagione 2016-2017.

## Verdetti stagionali
Competizioni nazionali
- Serie A2:

stagione regolare: 3º posto su 16 squadre (19 vittorie e 11 sconfitte).
playoff: eliminazione agli ottavi di finale da parte del Roseto Sharks (1 vittoria e 3 sconfitte);
- Coppa Italia:

eliminazione ai quarti di finale da parte della Pallacanestro Trieste 2004 (1 sconfitta);

## Stagione
La stagione 2016-2017 del Legnano Basket Knights, sponsorizzata dalla TWS, è la terza della storia del club nel secondo livello del campionato italiano di pallacanestro, la Serie A2. Per i Knights il campionato si conclude con il 3º posto nel girone Ovest, frutto di 19 vittorie, 11 sconfitte, 2.252 punti fatti e 2.186 punti subiti (differenza: +66 punti), che permettono ai legnanesi di realizzare 38 punti in classifica, a 10 lunghezze dalla Pallacanestro Biella, che vince il girone.
Ai play-out i Knights vengono eliminati agli ottavi di finale dal Roseto Sharks (1 vittoria e 3 sconfitte), mentre in Coppa Italia 2017 i legnanesi escono dalla competizione ai quarti di finale ad opera della Pallacanestro Trieste 2004 (1 sconfitta).

## Maglie
| Casa | Trasferta | Terza divisa |

## Organigramma societario
Aggiornato al 7 maggio 2017.
- Presidente: Marco Tajana
- Consiglieri: Guido Azario, Giuseppe Battilana, Franco Bonazza, Angelo Bugatti, Bruno Carabelli, Marco Cavalleri, Gianmario Dell’Acqua, Ezio Garavaglia, Roberto Garavaglia, Ambrogio Cacia, Renzo Croci, Marco Barlocco Franco Gavosto, Manfred Grundmann, Mario Landini, Francesco Ordine, Cristiano Porrati, Daniele Tamborini, Giuliano Tognati, Enrico Verità, Alessandro Giglio, Mattia Mescieri e Matteo Parma.
- Direttore generale: Maurizio Basilico
- Segreteria generale: Lorenzo Prandi
- Segreteria amministrativa: Michela Lunghini
- Responsabile organizzativo: Massimiliano Giudici
- Responsabile ufficio stampa: Massimiliano Giudici
- Responsabile riprese: Vincenzo Lista
- Responsabile logistica: Ferdinando Rubini
- Responsabile campo: Matteo Parma
- Responsabile manutenzione: Franco Casale
- Responsabile magazzino: Valentina Tonani

- Allenatore: Mattia Ferrari
- Assistenti: Alberto Mazzetti, Silvio Saini, Massimo Corrado e Gabriele Ghirelli
- Team manager: Lorenzo Prandi
- Preparatore atletico: Alessandro Marelli
- Responsabile statistiche: Enrico Lattuada
- Responsabile arbitri: Maurizio Porceddu
- Medico sociale: Federico Valli
- Fisioterapista: Pietro Mantoan

## Roster
Aggiornato al 7 maggio 2017.
| Legnano Basket Knights 2016-2017 | Legnano Basket Knights 2016-2017 |
| Giocatori                        | Staff tecnico                    |
| -------------------------------- | -------------------------------- |

| N. | Naz.                   | Ruolo | Nome                         | Anno | Alt.   | Peso   |  |
| -- | ---------------------- | ----- | ---------------------------- | ---- | ------ | ------ |  |
| 5  | Italia (bandiera)      | P     | Alberto Navarini             | 1996 | 185 cm | 72 kg  |  |
| 9  | Italia (bandiera)      | AG    | Federico Maiocco (C)         | 1983 | 201 cm | 95 kg  |  |
| 10 | Italia (bandiera)      | AP    | Matteo Frassineti            | 1987 | 197 cm | 88 kg  |  |
| 11 | Italia (bandiera)      | PG    | Andreas Rinke                | 1997 | 182 cm | 68 kg  |  |
| 12 | Italia (bandiera)      | P     | Matteo Palermo               | 1991 | 190 cm | 82 kg  |  |
| 13 | Italia (bandiera)      | G     | Matteo Martini               | 1992 | 195 cm | 88 kg  |  |
| 15 | Italia (bandiera)      | AG    | Francesco Ikechukwu Ihedioha | 1986 | 196 cm | 95 kg  |  |
| 17 | Italia (bandiera)      | C     | Edoardo Tognati              | 1998 | 185 cm | 78 kg  |  |
| 18 | Italia (bandiera)      | C     | Michael Sacchettini          | 1995 | 205 cm | 100 kg |  |
| 20 | Italia (bandiera)      | C     | Francesco Gastoldi           | 1997 | 200 cm | 94 kg  |  |
| 30 | Stati Uniti (bandiera) | PG    | Nik Raivio                   | 1986 | 192 cm | 91 kg  |  |
| 33 | Italia (bandiera)      | A     | Luca Battilana               | 1998 | 196 cm | 88 kg  |  |
| 42 | Stati Uniti (bandiera) | C     | William Mosley               | 1989 | 201 cm | 100 kg |  |

| Allenatore |
| - Mattia Ferrari |
| Assistente/i |
| - Alberto Mazzetti - Silvio Saini - Massimo Corrado - Gabriele Ghirelli Legenda - (C) Capitano - (IN) Inattivo - Infortunato Roster Aggiornato al: 7 maggio 2017 |

## Mercato
Aggiornato al 7 maggio 2017.

### Sessione estiva
| Acquisti | Acquisti                     | Acquisti      | Acquisti |
| R.       | Nome                         | da            | Modalità |
| -------- | ---------------------------- | ------------- | -------- |
| AG       | Francesco Ikechukwu Ihedioha | Latina Basket | -        |
| C        | William Mosley               | Latina Basket | -        |

| Cessioni | Cessioni         | Cessioni       | Cessioni |
| R.       | Nome             | a              | Modalità |
| -------- | ---------------- | -------------- | -------- |
| G        | Filippo Tiengo   | Club Arlunese  | -        |
| G        | Alessandro Guidi | Aba Legnano    | -        |
| AG       | Davide Frattini  | Aba Legnano    | -        |
| AC       | Giovanni Fattori | Pall. Roseto   | -        |
| C        | A.J.Pacher       | -              | -        |
| C        | Stefano Toia     | -              | -        |
| AP       | Stefano Laudoni  | Olimpia Matera | -        |

### Dopo l'inizio della stagione
| Acquisti                                                | Acquisti | Acquisti | Acquisti | Acquisti |
| R.                                                      | Nome     | da       | Data     | Modalità |
| ------------------------------------------------------- | -------- | -------- | -------- | -------- |
| Nessun giocatore è stato acquistato durante la stagione |          |          |          |          |

| Cessioni                                            | Cessioni | Cessioni | Cessioni | Cessioni |
| R.                                                  | Nome     | a        | Data     | Modalità |
| --------------------------------------------------- | -------- | -------- | -------- | -------- |
| Nessun giocatore è stato ceduto durante la stagione |          |          |          |          |

## Risultati

### Serie A2

#### Regular season

##### Girone di andata
| Arbitri: | Terranova Saraceni Tallon |

|                |            |                |
| G. M. Cosey 21 | Punti      | 23 N. Raivio   |
| G. M. Cosey 5  | Assist     | 4 N. Raivio    |
| L. Garri 9     | Rimbalzi   | 9 N. Raivio    |
| Demis Cavina   | Allenatori | Mattia Ferrari |

| Arbitri: | Ciaglia Solfanelli Maschio |

|                |            |                       |
| N. Raivio 30   | Punti      | 25 B. Raymond III     |
| M. Palermo 6   | Assist     | 5 M. Imbrò 5 A. Gigli |
| W. Mosley 11   | Rimbalzi   | 8 M. Gilbert          |
| Mattia Ferrari | Allenatori | Luca Ansaloni         |

| Arbitri: | Brindisi Maffei Dori |

|                                 |            |                |
| A. Renzi 24                     | Punti      | 24 M. Martini  |
| R. Tavernelli 4 K. Viglianisi 4 | Assist     | 6 M. Palermo   |
| C. Scott 10                     | Rimbalzi   | 9 N. Raivio    |
| Ugo Ducarello                   | Allenatori | Mattia Ferrari |

| Arbitri: | Masi Pecorella Callea |

|                  |            |                |
| M. B. Deloach 25 | Punti      | 22 N. Raivio   |
| M. B. Deloach 4  | Assist     | 5 N. Raivio    |
| M. B. Deloach 7  | Rimbalzi   | 14 W. Mosley   |
| Davide Bonora    | Allenatori | Mattia Ferrari |

| Arbitri: | Galasso Bonfante Del Greco |

|                                       |            |               |
| M. Palermo 21                         | Punti      | 16 M. Chillo  |
| M. Martini 4 F. Maiocco 4 N. Raivio 4 | Assist     | 3 M. Chillo   |
| N. Raivio 10                          | Rimbalzi   | 6 D. Pepper   |
| Mattia Ferrari                        | Allenatori | Luciano Nunzi |

| Arbitri: | Boninsegna Pazzaglia Capurro |

|                          |            |                  |
| M. Frassineti 22         | Punti      | 24 Y. Naimy      |
| N. Raivio 6 M. Palermo 6 | Assist     | 8 Y. Naimy       |
| N. Raivio 9              | Rimbalzi   | 9 P. Baldassarre |
| Mattia Ferrari           | Allenatori | Zare Markovski   |

| Arbitri: | Grigioni Bramante Furlan |

|                  |            |                                                       |
| K. T. Harrell 22 | Punti      | 24 N. Raivio                                          |
| K. T. Harrell 4  | Assist     | 3 N. Raivio 3 M. Palermo 3 M. Frassineti 3 M. Martini |
| M. Myers 13      | Rimbalzi   | 9 W. Mosley                                           |
| Giulio Griccioli | Allenatori | Mattia Ferrari                                        |

| Arbitri: | Di Toro Gagno Nuara |

|                  |            |                |
| M. Frassineti 19 | Punti      | 24 A. J. Raffa |
| N. Raivio 4      | Assist     | 3 A. J. Raffa  |
| W. Mosley 10     | Rimbalzi   | 9 A. J. Raffa  |
| Mattia Ferrari   | Allenatori | Fabio Corbani  |

| Arbitri: | Borgo Boscolo Maschietto |

|                |            |                  |
| J. Ferguson 19 | Punti      | 23 M. Martini    |
| J. Ferguson 4  | Assist     | 5 F. Maiocco     |
| M. Hall 11     | Rimbalzi   | 9 F. I. Ihedioha |
| Michele Carrea | Allenatori | Mattia Ferrari   |

| Arbitri: | Scrima Longobucco Lestingi |

|                              |            |                   |
| M. Frassineti 15             | Punti      | 18 D. Bell-Holter |
| M. Frassineti 4 M. Palermo 4 | Assist     | 5 A. Piazza       |
| N. Raivio 12                 | Rimbalzi   | 10 A. Piazza      |
| Mattia Ferrari               | Allenatori | Franco Ciani      |

| Arbitri: | Moretti Ascione Patti |

|                   |            |                |
| J. Arledge 21     | Punti      | 30 N. Raivio   |
| K. M. Deshields 9 | Assist     | 3 M. Palermo   |
| M. Poletti 7      | Rimbalzi   | 10 W. Mosley   |
| Franco Gramenzi   | Allenatori | Mattia Ferrari |

| Arbitri: | Ursi Triffiletti Costa |

|                                       |            |                           |
| N. Raivio 21                          | Punti      | 18 D. Taylor              |
| N. Raivio 3 M. Martini 3 F. Maiocco 3 | Assist     | 4 D. Taylor               |
| W. Mosley 11                          | Rimbalzi   | 9 D. Taylor 9 L. Molinaro |
| Mattia Ferrari                        | Allenatori | Alessandro Finelli        |

| Arbitri: | Terranova Caruso Bramante |

|                              |            |                   |
| Adam M. Sollazzo 22          | Punti      | 17 F. I. Ihedioha |
| A. M. Sollazzo 5 T. Marino 5 | Assist     | 5 N. Raivio       |
| P. Sorokas 9                 | Rimbalzi   | 10 W. Mosley      |
| Adriano Vertemati            | Allenatori | Mattia Ferrari    |

| Arbitri: | Cappello Caruso Wassermann |

|                |            |                  |
| M. Martini 18  | Punti      | 17 G. Tomassini  |
| N. Raivio 6    | Assist     | 7 B. A. Blizzard |
| W. Mosley 10   | Rimbalzi   | 11 L. Severini   |
| Mattia Ferrari | Allenatori | Marco Ramondino  |

| Arbitri: | Bongiorni Boscolo Maschio |

|                        |            |                |
| I. Radic 18            | Punti      | 19 N. Raivio   |
| I. Radic 4 A. Legion 4 | Assist     | 5 N. Raivio    |
| I. Radic 8             | Rimbalzi   | 10 W. Mosley   |
| Antonio Paternoster    | Allenatori | Mattia Ferrari |

##### Girone di ritorno
| Arbitri: | Brindisi Raimondo Del Greco |

|                |            |                       |
| N. Raivio 18   | Punti      | 20 P. E. Greene IV    |
| N. Raivio 6    | Assist     | 5 P. E. Greene IV     |
| W. Mosley 14   | Rimbalzi   | 8 G. Ricci 8 L. Garri |
| Mattia Ferrari | Allenatori | Demis Cavina          |

| Arbitri: | Perciavalle Wassermann Ferretti |

|               |            |                  |
| A. Gigli 17   | Punti      | 24 N. Raivio     |
| M. Imbrò 7    | Assist     | 4 F. I. Ihedioha |
| A. Gigli 13   | Rimbalzi   | 10 W. Mosley     |
| Luca Ansaloni | Allenatori | Mattia Ferrari   |

| Arbitri: | Bartoli Di Toro Patti |

|                |            |                       |
| M. Martini 17  | Punti      | 16 K. Mays            |
| N. Raivio 8    | Assist     | 4 A. Renzi 4 C. Scott |
| W. Mosley 13   | Rimbalzi   | 7 K. Mays 7 G. Ganeto |
| Mattia Ferrari | Allenatori | Ugo Ducarello         |

| Arbitri: | Beneduce Saraceni Fabiani |

|                                |            |                                |
| W. Mosley 18                   | Punti      | 21 T. Easley                   |
| F. I. Ihedioha 3 A. Navarini 3 | Assist     | 3 N. M. Stanic 3 M. B. Deloach |
| W. Mosley 16                   | Rimbalzi   | 12 T. Easley                   |
| Mattia Ferrari                 | Allenatori | Davide Bonora                  |

| Arbitri: | Ursi Costa Maschio |

|                 |            |                |
| J. M. Casini 21 | Punti      | 14 M. Martini  |
| D. Sims 6       | Assist     | 4 N. Raivio    |
| D. Pepper 12    | Rimbalzi   | 8 N. Raivio    |
| Luciano Nunzi   | Allenatori | Mattia Ferrari |

| Arbitri: | Borgo Giovannetti Tallon |

|                      |            |                             |
| D. J. Jackson 25     | Punti      | 20 M. Frassineti            |
| Y. Naimy 13          | Assist     | 7 M. Frassineti 7 N. Raivio |
| I. Lupusor 6         | Rimbalzi   | 9 N. Raivio                 |
| Giovanni Perdichizzi | Allenatori | Mattia Ferrari              |

| Arbitri: | Ciaglia Salustri Ascione |

|                |            |                                          |
| M. Martini 16  | Punti      | 23 K. T. Harrell                         |
| N. Raivio 4    | Assist     | 2 K. T. Harrell 2 M. Myers 2 L. Saccaggi |
| M. Palermo 10  | Rimbalzi   | 12 M. Myers                              |
| Mattia Ferrari | Allenatori | Giulio Griccioli                         |

| Arbitri: | Boscolo Maffei Bramante |

|                |            |                  |
| A. J. Raffa 22 | Punti      | 34 N. Raivio     |
| A. J. Raffa 6  | Assist     | 3 F. I. Ihedioha |
| A. J. Raffa 10 | Rimbalzi   | 12 W. Mosley     |
| Fabio Corbani  | Allenatori | Mattia Ferrari   |

| Arbitri: | Nicolini Triffiletti Wassermann |

|                |            |                                     |
| N. Raivio 19   | Punti      | 38 J. Ferguson                      |
| N. Raivio 10   | Assist     | 2 J. Ferguson 2 M. Hall 2 M. Venuto |
| N. Raivio 14   | Rimbalzi   | 16 M. Hall                          |
| Mattia Ferrari | Allenatori | Michele Carrea                      |

| Arbitri: | Bartoli Raimondo Del Greco |

|                   |            |                          |
| D. Bell-Holter 16 | Punti      | 19 N. Raivio             |
| A. Piazza 7       | Assist     | 3 M. Martini 3 W. Mosley |
| P. Buford 8       | Rimbalzi   | 9 W. Mosley              |
| Franco Ciani      | Allenatori | Mattia Ferrari           |

| Arbitri: | Pazzaglia Pierantozzi Centonza |

|                |            |                 |
| M. Martini 20  | Punti      | 16 M. Passera   |
| N. Raivio 8    | Assist     | 4 M. Passera    |
| W. Mosley 10   | Rimbalzi   | 11 M. Poletti   |
| Mattia Ferrari | Allenatori | Franco Gramenzi |

| Arbitri: | Moretti Ferretti Marota |

|                              |            |                  |
| M. Contento 30               | Punti      | 23 F. Maiocco    |
| M. Contento 2 G. Carenza 2   | Assist     | 6 N. Raivio      |
| K. Langford 5 M. Soloperto 5 | Rimbalzi   | 8 F. I. Ihedioha |
| Alessandro Finelli           | Allenatori | Mattia Ferrari   |

| Arbitri: | Capotorto Cappello Callea |

|                |            |                               |
| N. Raivio 22   | Punti      | 14 S. Genovese                |
| F. Maiocco 6   | Assist     | 5 A. M. Sollazzo 5 P. Marini  |
| M. Palermo 9   | Rimbalzi   | 7 E. Rossi 7 Adam M. Sollazzo |
| Mattia Ferrari | Allenatori | Adriano Vertemati             |

| Arbitri: | Giovannetti Scrima Catani |

|                 |            |                |
| N. Martinoni 13 | Punti      | 16 N. Raivio   |
| G. Tomassini 9  | Assist     | 4 F. Maiocco   |
| J. Tolbert 9    | Rimbalzi   | 9 N. Raivio    |
| Marco Ramondino | Allenatori | Mattia Ferrari |

| Arbitri: | Tirozzi Maffei Bramante |

|                          |            |                     |
| N. Raivio 20             | Punti      | 19 M. Powell        |
| N. Raivio 4 M. Palermo 4 | Assist     | 5 L. Caroti         |
| W. Mosley 14             | Rimbalzi   | 7 A. Fabi           |
| Mattia Ferrari           | Allenatori | Antonio Paternoster |

#### Play off
| Arbitri: | Capotorto Beneduce Longobucco |

|                |            |                         |
| M. Martini 17  | Punti      | 14 A. Smith             |
| N. Raivio 6    | Assist     | 6 R. Fultz              |
| W. Mosley 18   | Rimbalzi   | 9 B. Sherrod            |
| Mattia Ferrari | Allenatori | Emanuele Di Paolantonio |

| Arbitri: | Dionisi D'Amato Centonza |

|                |            |                         |
| N. Raivio 31   | Punti      | 28 A. Smith             |
| F. Maiocco 5   | Assist     | 3 R. Fultz              |
| W. Mosley 9    | Rimbalzi   | 7 B. Sherrod            |
| Mattia Ferrari | Allenatori | Emanuele Di Paolantonio |

| Arbitri: | Perciavalle Terranova Rudellat |

|                                                  |            |                                                   |
| A. Smith 21                                      | Punti      | 19 N. Raivio                                      |
| A. Smith 1 B. Sherrod 1 R. Casagrande 1 N. Mei 1 | Assist     | 1 N. Raivio 1 M. Palermo 1 F. Maiocco 1 E. Roveda |
| B. Sherrod 12                                    | Rimbalzi   | 10 N. Raivio                                      |
| Emanuele Di Paolantonio                          | Allenatori | Mattia Ferrari                                    |

| Arbitri: | Tirozzi Pepponi Marota |

|                                  |            |                  |
| A. Smith 19                      | Punti      | 12 N. Raivio     |
| A. Smith 2 B. Sherrod 2 N. Mei 2 | Assist     | 6 M. Palermo     |
| V. Amoroso 8                     | Rimbalzi   | 8 F. I. Ihedioha |
| Emanuele Di Paolantonio          | Allenatori | Mattia Ferrari   |

### Coppa Italia
| Arbitri: | Ciaglia Gagno Ferretti |

|                |            |                          |
| M. Martini 16  | Punti      | 23 J. D. Green           |
| N. Raivio 4    | Assist     | 8 M. Da Ros              |
| W. Mosley 10   | Rimbalzi   | 8 J. D. Green 8 J. Parks |
| Mattia Ferrari | Allenatori | Eugenio Dalmasson        |

## Statistiche
Aggiornato al 7 maggio 2017.

### Statistiche di squadra
| Competizione | Punti | In casa | In casa | In casa | In casa | In casa | In trasferta | In trasferta | In trasferta | In trasferta | In trasferta | Totale | Totale | Totale | Totale | Totale | Totale |
| Competizione | Punti | G       | V       | P       | Ptf     | Pts     | G            | V            | P            | Ptf          | Pts          | G      | V      | P      | Ptf    | Pts    | Diff.  |
| ------------ | ----- | ------- | ------- | ------- | ------- | ------- | ------------ | ------------ | ------------ | ------------ | ------------ | ------ | ------ | ------ | ------ | ------ | ------ |
| Serie A2     | 38    | 15      | 13      | 2       | 1123    | 1069    | 15           | 6            | 9            | 1129         | 1117         | 30     | 19     | 11     | 2252   | 2186   | +66    |
| Play-off     | -     | 2       | 1       | 1       | 127     | 122     | 2            | 0            | 2            | 124          | 129          | 4      | 1      | 3      | 251    | 251    | 0      |
| Coppa Italia | -     | -       | -       | -       | -       | -       | -            | -            | -            | -            | -            | 1      | 0      | 1      | 55     | 84     | -29    |
| Totale       | 38    | 17      | 14      | 3       | 1250    | 1191    | 17           | 6            | 11           | 1253         | 1246         | 35     | 20     | 15     | 2558   | 2521   | +37    |

### Statistiche dei giocatori

#### In campionato
| Giocatore                    | Pun. | Pr. | Min. | Falli | Falli | Tiri da 2 | Tiri da 2 | Tiri da 2 | Tiri da 3 | Tiri da 3 | Tiri da 3 | Tiri Liberi | Tiri Liberi | Tiri Liberi | Rimbalzi | Rimbalzi | Rimbalzi | Stopp. | Stopp. | Palle | Palle | Ass | Val. |
| Giocatore                    | Pun. | Pr. | Min. | C     | S     | R         | T         | %         | R         | T         | %         | R           | T           | %           | O        | D        | T        | D      | S      | P     | R     | Ass | Val. |
| ---------------------------- | ---- | --- | ---- | ----- | ----- | --------- | --------- | --------- | --------- | --------- | --------- | ----------- | ----------- | ----------- | -------- | -------- | -------- | ------ | ------ | ----- | ----- | --- | ---- |
| Navarini Alberto             | 62   | 23  | 252  | 49    | 30    | 10        | 32        | 31        | 12        | 31        | 39        | 6           | 16          | 38          | 4        | 22       | 26       | 0      | 2      | 23    | 6     | 16  | 15   |
| Maiocco Federico             | 153  | 30  | 691  | 53    | 44    | 26        | 63        | 41        | 28        | 118       | 24        | 17          | 26          | 65          | 10       | 87       | 97       | 6      | 8      | 44    | 20    | 64  | 143  |
| Frassineti Matteo            | 156  | 11  | 288  | 12    | 21    | 38        | 71        | 54        | 20        | 59        | 34        | 20          | 25          | 80          | 2        | 16       | 18       | 1      | 0      | 14    | 7     | 19  | 119  |
| Rinke Andreas                | 0    | 0   | 0    | 0     | 0     | 0         | 0         | 0         | 0         | 0         | 0         | 0           | 0           | 0           | 0        | 0        | 0        | 0      | 0      | 0     | 0     | 0   | 0    |
| Palermo Matteo               | 302  | 30  | 850  | 92    | 98    | 48        | 121       | 40        | 53        | 158       | 34        | 47          | 62          | 76          | 16       | 85       | 101      | 1      | 11     | 58    | 35    | 73  | 256  |
| Martini Matteo               | 392  | 29  | 785  | 66    | 102   | 106       | 217       | 49        | 33        | 81        | 41        | 81          | 114         | 71          | 18       | 76       | 94       | 4      | 12     | 55    | 12    | 46  | 325  |
| Ihedioha Francesco Ikechukwu | 260  | 30  | 793  | 70    | 49    | 61        | 124       | 49        | 39        | 134       | 29        | 21          | 34          | 62          | 58       | 79       | 137      | 4      | 3      | 46    | 37    | 44  | 241  |
| Tognati Edoardo              | 0    | 1   | 1    | 0     | 0     | 0         | 0         | 0         | 0         | 0         | 0         | 0           | 0           | 0           | 0        | 0        | 0        | 0      | 0      | 0     | 0     | 0   | 0    |
| Sacchettini Michael          | 43   | 24  | 140  | 36    | 9     | 18        | 22        | 82        | 0         | 3         | 0         | 7           | 13          | 54          | 13       | 10       | 23       | 4      | 1      | 8     | 0     | 2   | 23   |
| Gastoldi Francesco           | 0    | 2   | 2    | 2     | 0     | 0         | 0         | 0         | 0         | 0         | 0         | 0           | 0           | 0           | 0        | 0        | 0        | 0      | 0      | 0     | 0     | 0   | -2   |
| Raivio Nik                   | 551  | 30  | 1046 | 59    | 131   | 146       | 273       | 53        | 52        | 129       | 40        | 103         | 140         | 74          | 45       | 183      | 228      | 1      | 9      | 87    | 35    | 121 | 671  |
| Battilana Luca               | 10   | 13  | 111  | 9     | 3     | 2         | 9         | 22        | 2         | 10        | 20        | 0           | 0           | 0           | 4        | 10       | 14       | 1      | 2      | 6     | 2     | 0   | -2   |
| Mosley William               | 311  | 29  | 955  | 80    | 109   | 130       | 208       | 63        | 0         | 2         | 0         | 51          | 101         | 50          | 112      | 161      | 273      | 60     | 6      | 43    | 28    | 26  | 548  |

#### Nei play-off
| Giocatore                    | Pun. | Pr. | Min. | Falli | Falli | Tiri da 2 | Tiri da 2 | Tiri da 2 | Tiri da 3 | Tiri da 3 | Tiri da 3 | Tiri Liberi | Tiri Liberi | Tiri Liberi | Rimbalzi | Rimbalzi | Rimbalzi | Stopp. | Stopp. | Palle | Palle | Ass | Val. |
| Giocatore                    | Pun. | Pr. | Min. | C     | S     | R         | T         | %         | R         | T         | %         | R           | T           | %           | O        | D        | T        | D      | S      | P     | R     | Ass | Val. |
| ---------------------------- | ---- | --- | ---- | ----- | ----- | --------- | --------- | --------- | --------- | --------- | --------- | ----------- | ----------- | ----------- | -------- | -------- | -------- | ------ | ------ | ----- | ----- | --- | ---- |
| Navarini Alberto             | 0    | 0   | 0    | 0     | 0     | 0         | 0         | 0         | 0         | 0         | 0         | 0           | 0           | 0           | 0        | 0        | 0        | 0      | 0      | 0     | 0     | 0   | 0    |
| Maiocco Federico             | 34   | 4   | 118  | 10    | 10    | 8         | 18        | 44        | 5         | 25        | 20        | 3           | 4           | 75          | 2        | 9        | 11       | 0      | 3      | 5     | 2     | 6   | 14   |
| Frassineti Matteo            | 0    | 0   | 0    | 0     | 0     | 0         | 0         | 0         | 0         | 0         | 0         | 0           | 0           | 0           | 0        | 0        | 0        | 0      | 0      | 0     | 0     | 0   | 0    |
| Rinke Andreas                | 0    | 0   | 0    | 0     | 0     | 0         | 0         | 0         | 0         | 0         | 0         | 0           | 0           | 0           | 0        | 0        | 0        | 0      | 0      | 0     | 0     | 0   | 0    |
| Palermo Matteo               | 36   | 4   | 131  | 13    | 12    | 3         | 11        | 27        | 9         | 29        | 31        | 3           | 6           | 50          | 0        | 24       | 24       | 1      | 0      | 9     | 5     | 11  | 36   |
| Martini Matteo               | 26   | 2   | 61   | 6     | 5     | 9         | 16        | 56        | 2         | 9         | 22        | 2           | 3           | 67          | 1        | 2        | 3        | 1      | 0      | 1     | 2     | 6   | 21   |
| Ihedioha Francesco Ikechukwu | 39   | 4   | 114  | 13    | 6     | 9         | 16        | 56        | 6         | 15        | 40        | 3           | 8           | 38          | 11       | 12       | 23       | 2      | 2      | 6     | 4     | 3   | 35   |
| Tognati Edoardo              | 0    | 0   | 0    | 0     | 0     | 0         | 0         | 0         | 0         | 0         | 0         | 0           | 0           | 0           | 0        | 0        | 0        | 0      | 0      | 0     | 0     | 0   | 0    |
| Sacchettini Michael          | 2    | 4   | 24   | 3     | 1     | 1         | 5         | 20        | 0         | 2         | 0         | 0           | 0           | 0           | 4        | 0        | 4        | 0      | 0      | 0     | 0     | 1   | -1   |
| Gastoldi Francesco           | 0    | 0   | 0    | 0     | 0     | 0         | 0         | 0         | 0         | 0         | 0         | 0           | 0           | 0           | 0        | 0        | 0        | 0      | 0      | 0     | 0     | 0   | 0    |
| Raivio Nik                   | 71   | 4   | 148  | 5     | 15    | 14        | 35        | 40        | 11        | 21        | 52        | 10          | 15          | 67          | 6        | 24       | 30       | 1      | 1      | 16    | 6     | 12  | 77   |
| Battilana Luca               | 0    | 1   | 4    | 1     | 0     | 0         | 0         | 0         | 0         | 0         | 0         | 0           | 0           | 0           | 1        | 1        | 2        | 0      | 0      | 0     | 0     | 0   | 1    |
| Mosley William               | 41   | 4   | 151  | 9     | 17    | 17        | 33        | 52        | 0         | 1         | 0         | 7           | 19          | 37          | 17       | 22       | 39       | 9      | 0      | 8     | 3     | 5   | 68   |

#### In Coppa Italia
| Giocatore                    | Pun. | Pr. | Min. | Falli | Falli | Tiri da 2 | Tiri da 2 | Tiri da 2 | Tiri da 3 | Tiri da 3 | Tiri da 3 | Tiri Liberi | Tiri Liberi | Tiri Liberi | Rimbalzi | Rimbalzi | Rimbalzi | Stopp. | Stopp. | Palle | Palle | Ass | Val. |
| Giocatore                    | Pun. | Pr. | Min. | C     | S     | R         | T         | %         | R         | T         | %         | R           | T           | %           | O        | D        | T        | D      | S      | P     | R     | Ass | Val. |
| ---------------------------- | ---- | --- | ---- | ----- | ----- | --------- | --------- | --------- | --------- | --------- | --------- | ----------- | ----------- | ----------- | -------- | -------- | -------- | ------ | ------ | ----- | ----- | --- | ---- |
| Navarini Alberto             | 0    | 1   | 10   | 3     | 1     | 0         | 0         | 0         | 0         | 3         | 0         | 0           | 0           | 0           | 0        | 1        | 1        | 0      | 0      | 2     | 0     | 1   | -5   |
| Maiocco Federico             | 8    | 1   | 22   | 2     | 1     | 2         | 3         | 67        | 1         | 4         | 25        | 1           | 1           | 100         | 0        | 2        | 2        | 0      | 1      | 1     | 1     | 3   | 7    |
| Frassineti Matteo            | 0    | 0   | 0    | 0     | 0     | 0         | 0         | 0         | 0         | 0         | 0         | 0           | 0           | 0           | 0        | 0        | 0        | 0      | 0      | 0     | 0     | 0   | 0    |
| Rinke Andreas                | 0    | 0   | 0    | 0     | 0     | 0         | 0         | 0         | 0         | 0         | 0         | 0           | 0           | 0           | 0        | 0        | 0        | 0      | 0      | 0     | 0     | 0   | 0    |
| Palermo Matteo               | 8    | 1   | 22   | 3     | 2     | 1         | 2         | 50        | 2         | 4         | 50        | 0           | 0           | 0           | 0        | 2        | 2        | 0      | 0      | 5     | 1     | 0   | 2    |
| Martini Matteo               | 16   | 1   | 31   | 2     | 2     | 7         | 10        | 70        | 0         | 2         | 0         | 2           | 3           | 67          | 0        | 3        | 3        | 0      | 0      | 4     | 2     | 0   | 11   |
| Ihedioha Francesco Ikechukwu | 3    | 1   | 28   | 1     | 1     | 1         | 4         | 25        | 0         | 0         | 0         | 1           | 2           | 50          | 3        | 1        | 4        | 0      | 0      | 4     | 1     | 0   | 0    |
| Tognati Edoardo              | 0    | 1   | 2    | 0     | 0     | 0         | 0         | 0         | 0         | 0         | 0         | 0           | 0           | 0           | 0        | 0        | 0        | 0      | 0      | 1     | 0     | 0   | -1   |
| Sacchettini Michael          | 0    | 1   | 5    | 1     | 1     | 0         | 2         | 0         | 0         | 0         | 0         | 0           | 2           | 0           | 0        | 0        | 0        | 0      | 0      | 0     | 0     | 0   | -4   |
| Gastoldi Francesco           | 0    | 0   | 0    | 0     | 0     | 0         | 0         | 0         | 0         | 0         | 0         | 0           | 0           | 0           | 0        | 0        | 0        | 0      | 0      | 0     | 0     | 0   | 0    |
| Raivio Nik                   | 8    | 1   | 37   | 2     | 3     | 1         | 4         | 25        | 2         | 8         | 25        | 0           | 1           | 0           | 1        | 7        | 8        | 0      | 0      | 2     | 1     | 4   | 10   |
| Battilana Luca               | 0    | 1   | 5    | 1     | 0     | 0         | 0         | 0         | 0         | 0         | 0         | 0           | 0           | 0           | 0        | 0        | 0        | 0      | 0      | 0     | 0     | 0   | -1   |
| Mosley William               | 10   | 1   | 33   | 1     | 4     | 5         | 8         | 63        | 0         | 0         | 0         | 0           | 3           | 0           | 4        | 6        | 10       | 3      | 0      | 3     | 1     | 2   | 20   |